# 朱常淠
长沙昭靖王朱常淠（1566年—1639年），明朝第二代长沙王，長沙恭簡王朱翊鋋嫡第一子，明英宗之晜孫。

## 生平
萬曆四年（1576年）四月五日，明神宗冊封朱常淠為長沙王長子。万历四十八年（1620年）二月，父親朱翊鋋逝世，朱常淠悲痛不已，為此守孝三年，其孝行也被郡縣官吏所認可；天啟三年（1623年）六月，明熹宗派遣禮部祠祭清吏司添註主事李胤華等人，冊封朱常淠為第二代長沙王，其繼配徐氏也被冊封為繼妃。
像父亲朱翊鋋一样，朱常淠忠于朝廷，谨守礼节，禮賢下士；清朝时期的《長沙縣志》对其评价颇高，称朱常淠为“名藩领袖”。崇禎十二年（1639年），朱常淠逝世，享年73岁，朝廷追赠谥号昭靖。后来其长子朱由楫襲封第二代長沙王。

### 分歧记载
《明史》称朱常淠于天启元年袭封长沙王，但与清朝时期《長沙縣志》及《明实录》的记载不吻合，《明史》疑误。